# Венеція і секс
«Венеція і секс» — кінофільм режисера Міро Білбро, що вийшов на екрани в 2012 році.

## Зміст
Поетеса з гарним ім'ям Венеція не знала у своєму житті особливих клопотів. Але все змінилося, коли в розмірену низку днів увірвалася любов. Ось тільки коханий був обраний не зовсім вдало, і це почало створювати проблеми. А тут ще до дівчини в гості приїжджає її батько, що відрізняється своєрідними поглядами на світ.

## Ролі
| Актор            | Роль |
| ---------------- | ---- |
| Еліс МакКоннелл  | -    |
| Гаррі МакДональд | -    |
| Саймон Стоун     | -    |
| Кеті Уолл        | -    |
| Генрі Ніксон     | -    |
| Джеймс Маккей    | -    |
| Селія Айрленд    | -    |
| Емілі Перрі      | -    |

## Знімальна група
- Режисер — Міро Білбро
- Сценарист — Міро Білбро
- Продюсер — Карен Радзінер, Майкл Ренн, Карстен Штетер
- Композитор — Andrew Lancaster, Девід МакКормак